# William Cecil, 1:e baron Burghley

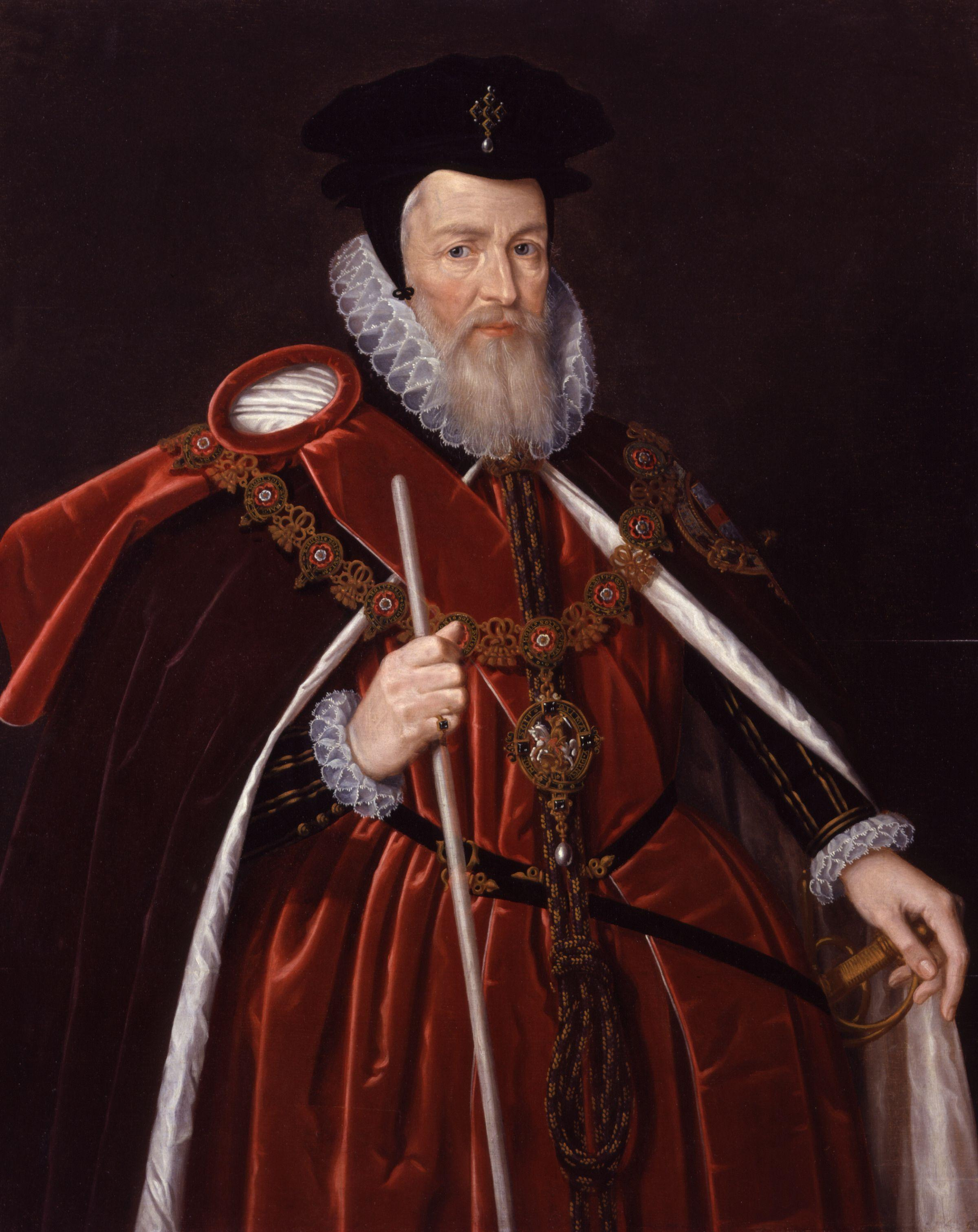
William Cecil, 1:e baron Burghley

William Cecil, 1:e baron Burghley (ibland skrivet Burleigh), född 13 september 1521 i Bourne, Lincolnshire, död 4 augusti 1598, var en engelsk politiker, chefsrådgivare hos drottning Elisabet under större delen av hennes regeringstid (17 november 1558–24 mars 1603) och riksskattmästare (Lord High Treasurer) från 1572.

## Tidigt liv
Cecil föddes i Bourne i Lincolnshire 1520, som son till Richard Cecil, ägare till Burghleygodset (i dåvarande Northamptonshire, numera i Cambridgeshire), och hans maka Jane Heckington. Godset är numera öppet för allmänheten och en av endast sex stycken fälttävlanstävlingar på den högsta nivån (CCI****) hålls här varje år, Burghley Horse Trials. 

### Släkt
Släkttavlor som Cecil själv utarbetade tillsammans med antikvarien William Camden knöt honom till släkten Cecil eller Sitsyllts av Altyrennes i Herefordshire, och spårade sitt ursprung från en Owen under kung Haralds tid och från en Sitsyllt från kung Vilhelm Rufus tid. Sambandet med Herefordshiresläkten var inte lika omöjlig som det från Sitsyllt, men den tidigaste kände förfadern var hans farfar, David, som enligt Burghleys fiender drev det bästa värdshuset i Stamford, Lincolnshire. David vann på något vis Henrik VII:s gunst och tjänade som Yeoman of the Guard hos honom. Han var Sergeant-of-Arms åt Henrik VIII 1526, sheriff över Northamptonshire 1532, och Justice of the Peace över Rutland. Hans äldste son, Yeoman of the Wardrobe (död 1554), gifte sig med Jane, dotter till William Heckington av Bourne, och blev far till tre döttrar och William Cecil.

### Utbildning
William Cecil, som var den ende sonen, gick i skola först i Grantham och sedan i Stamford. I maj 1535, då han var fjorton år gammal, började han på St John's College, Cambridge, där han kom i kontakt med sin tids främsta pedagoger, Roger Ascham och John Cheke, och fick ovanligt goda kunskaper i grekiska. Han blev även förälskad i Chekes syster, Mary, och 1541 flyttades han av fadern till Gray's Inn, utan att efter att ha legat i Cambridge i sex år ha tagit en akademisk examen. 

### Äktenskap
Försiktighetsåtgärden visade sig vara värdelös och fyra månader senare tog Cecil ett av sitt livs få förhastade beslut genom att gifta sig med Mary Cheke. Det enda barnet i äktenskapet Thomas, den blivande earlen av Exeter, föddes i maj 1542, och i februari 1543 avled Cecils första maka. Tre år senare, 21 december 1546, gifte han om sig med Mildred Cooke som var dotter till Sir Anthony Cooke, som Ascham rankade tillsammans med Lady Jane Grey som en av de två mest bildade damerna i riket, och vars syster Anne blev maka till Sir Nicholas Bacon (och mor till Sir Francis Bacon).

## Offentlig verksamhet
Cecil inträdde 1547 i det politiska livet som protektorn Somersets skyddsling och sekreterare samt medlem av underhuset. Vid Somersets fall 1549 insattes han för en kort tid i Towern, men kom snart åter till inflytande, blev 1550 statssekreterare och medlem av kronrådet och adlades 1551. 
Den smidige mannens administrativa och diplomatiska skicklighet togs i anspråk såväl av Edvard VI som av Maria, men efter denna senares giftermål med Filip II av Spanien höll sig Cecil i bakgrunden och vann i hemlighet som rådgivare åt Elisabet den blivande drottningens nästan oinskränkta förtroende. 
Genast vid Elisabets tronbestigning blev han hennes förnämste rådgivare, till en början som förste statssekreterare, sedermera – från 1572 till sin död – som storskattmästare. Cecils ställning hotades till en tid genom Leicesters gunstlingsskap, men i statsangelägenheter lät drottningen i allmänhet Cecils råd gälla även under denna tid. 
Cecil understödde de skotska protestanterna och övade bestämmande inflytande på Elisabets politik mot Maria Stuart. Inseende den katolska farans vidd (ur den sittande regimens synpunkt) efter den påvliga bannlysningsbullan mot Elisabet 1570, ägnade sig Cecil med oblidkelig skoningslöshet åt att krossa de engelska katolikerna. Han ryggade inte tillbaka för något spioneri eller förräderi, när det gällde att upptäcka hemliga stämplingar mot staten. 
Cecil var oerhört arbetsam och väl bevandrad i statsmannabestyrens alla detaljer. Trots sin smidighet motsatte han sig ofta med kraft drottningens nycker, liksom han ivrigt kämpade mot hennes ostadighet i giftermålsaffärer. I drottning Elisabets ära har Cecil ingen liten andel, inte bara genom sin diplomatiska statsmannagärning, utan även genom sitt konsekventa arbete för den engelska industrins främjande.